# 西川直樹
西川 直樹（にしかわ なおき）は、コナミデジタルエンタテインメントのゲームクリエイター。パワプロプロダクションのパワポケチームのディレクター、プログラマー、ストーリー作成のメインライター。

## 人物
野球ゲームの『パワプロクンポケットシリーズ』（パワポケ）でディレクター、プログラムを担当。また、サクセスモードのストーリーや作中の多くのイベントなどを書いていて、ストーリー作成の中心人物である。
パワプロシリーズでは創初期にプログラマーやサクセスを手がけ、その後パワポケシリーズ完結後に再び復帰している。

## エピソード
- パワプロクンポケット2のサクセス戦争編を極端な「運ゲー」としてデザインした経緯について「ある時見た戦争モノの映画か何かが取って付けたような教訓話であった事に腹が立ち、自分が戦争の辛さを教えてやろうと思った」という趣旨の談話を発売後のとあるインタビューで行っている。

## 主な作品
- 実況パワフルプロ野球（2-5）
- パワプロクンポケットシリーズ
- 実況パワフルプロ野球ポータブル3（藤岡謙治と竹ノ子高校編のイベント制作を手伝う）
- 実況パワフルプロ野球2013（プログラム担当。ただし、2013のクレジットには「シナリオ」の区分はない）
- 実況パワフルプロ野球2014（シナリオを担当する四名の内の一人）

＊なお、時期的にパワポケ完結後の作品ではあるが、パワプロ2012のクレジットには名前を確認できず。